# Tuğlalık, Lalapaşa
Tuğlalık là một xã thuộc huyện Lalapaşa, tỉnh Edirne, Thổ Nhĩ Kỳ. Dân số thời điểm năm 2011 là 80 người.